# Колев, Олег Викторович
Олег Викторович Колев (укр. Олег Вікторович Колєв; род. 9 марта 1973, село Сухолужье, Белгород-Днестровский район, Одесская область) — украинский журналист, политик, народный депутат Украины IX созыва.

## Биография
Окончил исторический факультет Измаильского государственного педагогического института.
Он работал учителем истории, был журналистом региональных медиа.
Колев является директором ЧП "Редакция газеты «Придунайские вести».

## Политическая деятельность
Кандидат в народные депутаты от партии «Слуга народа» на парламентских выборах 2019 года (избирательный округ № 134, часть Малиновского района города Одессы). На время выборов: руководитель ЧП "Редакция газеты «Придунайские вести», беспартийный. Проживает в городе Измаил Одесской области.
Член Комитета Верховной Рады по вопросам правоохранительной деятельности.